# Israel Vibration
Israel Vibration ist eine Reggae-Band.

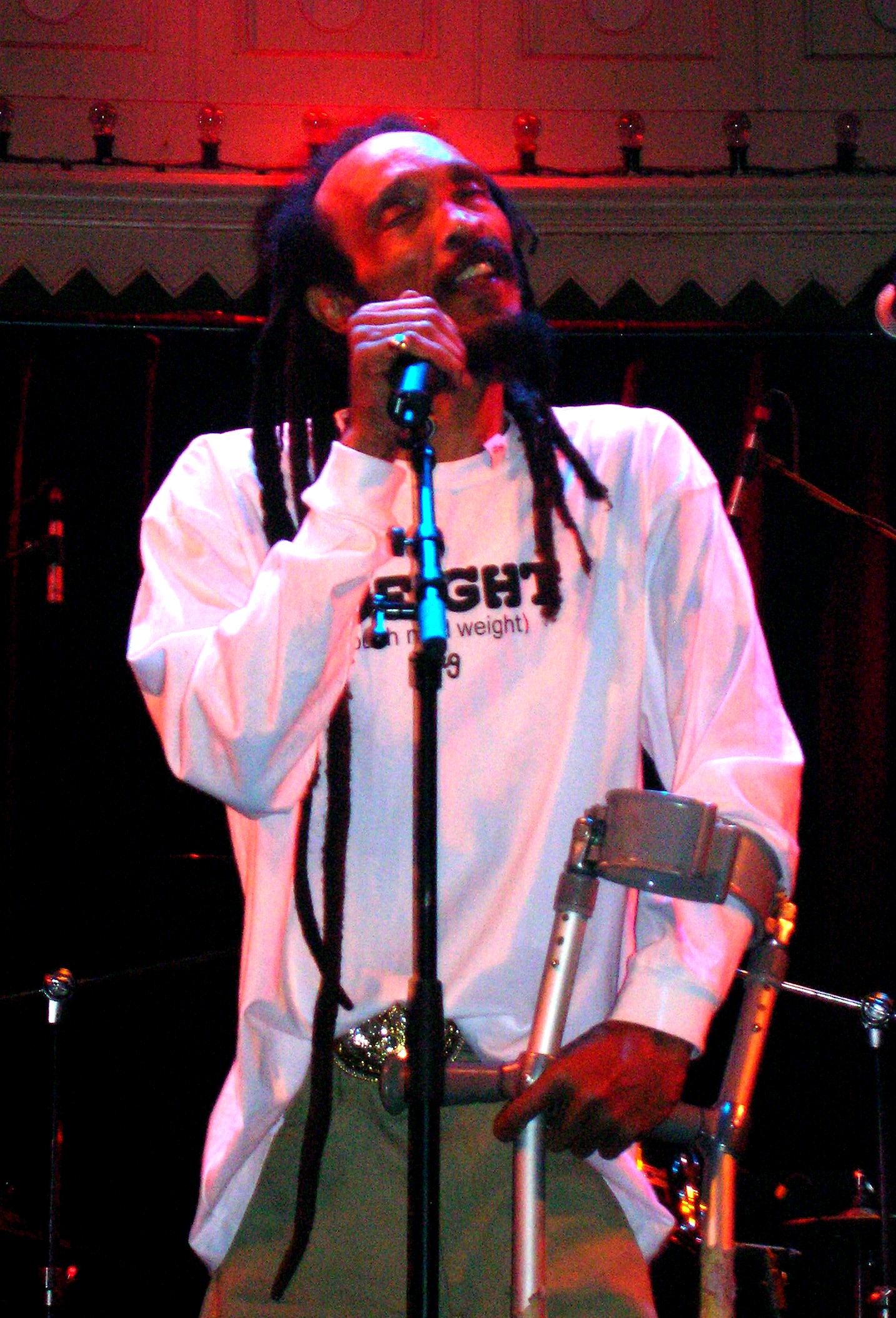
Cecil ‘skelly’ Spence

Das Trio prägte mit seiner harmonie- und gesangsbetonten Musik Roots Reggae entscheidend. Wie so oft bei jamaikanischen Musikern, ist auch die Geschichte von Cecil „Skelly“ Spence, Lascelle „Wiss“ Bulgin und Albert „Apple“ Craig eher trauriger Natur. Schon in früher Kindheit erkrankten alle drei an Polio (Kinderlähmung). Auf Grund der schwierigen finanziellen Situation ihrer Familien wurden sie nach Kingston in das „Mona Rehabilitation Center“ gebracht, wo sie sich kennenlernten.
Obwohl Polio nur in einem Prozent aller Fälle zu Lähmungen führt, traf es alle drei, so dass sie noch heute unter einer Behinderung zu leiden haben. Der größte Trost hierbei ist für sie der Glaube an Gott. Alle drei Mitglieder von Israel Vibration sind strenggläubige Rastafaris, was sich besonders in ihren Texten zeigt. Ihr Glaube, verbunden mit dem rastatypischen Äußeren führte dazu, dass das Trio das Mona Rehabilitation Center verlassen musste.
Ihr erstes Album Same Song erschien 1976 und wurde fast 100.000 Mal verkauft. Ein Jahr später wurde Israel Vibration Mitglied der „Twelve Tribes of Israel“. 1983 löste sich die Gruppe zunächst auf, um in den USA, bei besserer medizinischer Versorgung, Solokarrieren zu starten. 1988 führte sie jedoch Dr. Dread – Gründer von “RAS Records” –wieder zusammen, als ihn jeder der drei unabhängig voneinander fragte, eine Soloplatte aufzunehmen. In dieser bis heute andauernden zweiten Schaffensperiode des Trios erschienen unter anderem Strength Of My Life, Live Again und Jericho.
Ihr Album Reggae Knights war bei den Grammy Awards 2012 in der Kategorie Bestes Reggae-Album nominiert.

## Trivia
In dem Lied Love makes a good man wird die deutsche Stadt Tübingen erwähnt.
Das Lied enthält die Zeilen: “Ziggy Membratu I’m so in love with you / in Tübingen in Germany”.
Israel Vibrations Song Soldiers of Jah Army trägt denselben Namen wie die Reggae-Band S.o.J.A (Soldiers of Jah Army).

## Diskografie
- The Same Song (1978)
- Unconquered People (1980)
- Strength of My Life (1989)
- Dub Vibration: Israel Vibration in Dub (1990)
- Praises (1990)
- Forever (1991)
- Why You So Craven (1991)
- Vibes Alive (1992)
- IV (1993)
- I.V.D.U.B. (1994)
- Survive (1995)
- On the Rock (1995)
- Dub the Rock (1995)
- Sugar Me (1995)
- Israel Dub (1996)
- Free to Move (1996)
- Live Again! (1997)
- Ras Portraits (1997)
- Pay the Piper (1999)
- Practice What Jah Teach (1999)
- Jericho (2000)
- Dub Combo (2001)
- Fighting Soldiers (2003)
- Live & Jammin (2003)
- Stamina (2007)
- Reggae Knights (2010)
- Play It Real (2015)